# Гаджизаде, Адиль Вюгар оглы
Адиль Гаджизаде (азерб. Adil Hacızadə; род. 28 октября 2005) — азербайджанский гимнаст. Чемпион мира по прыжкам на батуте 2023 года в командных соревнованиях, чемпион Европы 2024 года в командном зачёте. Член национальной сборной Азербайджана.

## Биография
Родился 28 октября 2005 года.
Выступает в дисциплине «прыжки на батуте» (тамблинг).
Кандидат в мастера спорта.
Член национальной сборной Азербайджана по гимнастике.
Тренерами являются Адиль Гусейнзаде, Рахиб Алиев.

### Юниорские достижения
В 2014 году на международном турнире в Могилеве (Беларусь) занял 2 место.
В 2016 году на международном турнире в Висагинасе (Литва) занял 1 место, на турнире в Ставрополе (Россия) занял 2 место.
В 2017 году на международном турнире в Ставрополе занял 1 место, в Краснодаре — 2 место.
На чемпионате Украины по тамблингу 2017 года занял 1 место.
На чемпионате Европы по прыжкам на батуте 2021 занял 3 место в командном зачёте среди юниоров.
В июле 2021 года на турнире в г. Минеральные Воды (Россия) занял 2 место

### Дальнейшая карьера
На чемпионате Европы по прыжкам на батуте 2022 занял 3 место в командном зачёте.
Чемпион Азербайджана по тамблингу 2022 года.
На чемпионате Баку по тамблингу 2022 года занял 2 место.
На 9-м международном турнире «Вавель 2022» в Кракове (Польша) занял 1 место.
На чемпионате мира по прыжкам на батуте 2023 занял 1 место в командных соревнованиях.
На кубке мира 2022 в Палм-Бич (США) занял 2 место.
В октябре 2023 года  на турнире «Tumbling French Cup» в Париже (Франция) завоевал золотую медаль в командном зачёте и серебряную медаль в индивидуальной программе.
На международном турнире «Вавель 2023» в Кракове занял 1 место. На 11 международном турнире «Вавель 2024» также занял 1 место.
В феврале 2024 года на кубке мира по прыжкам на батуте и акробатической дорожке в Баку завоевал серебряную медаль.
На чемпионате Европы по прыжкам на батуте 2024 завоевал золотую медаль в командном турнире.